# 지아다 콜라그란데

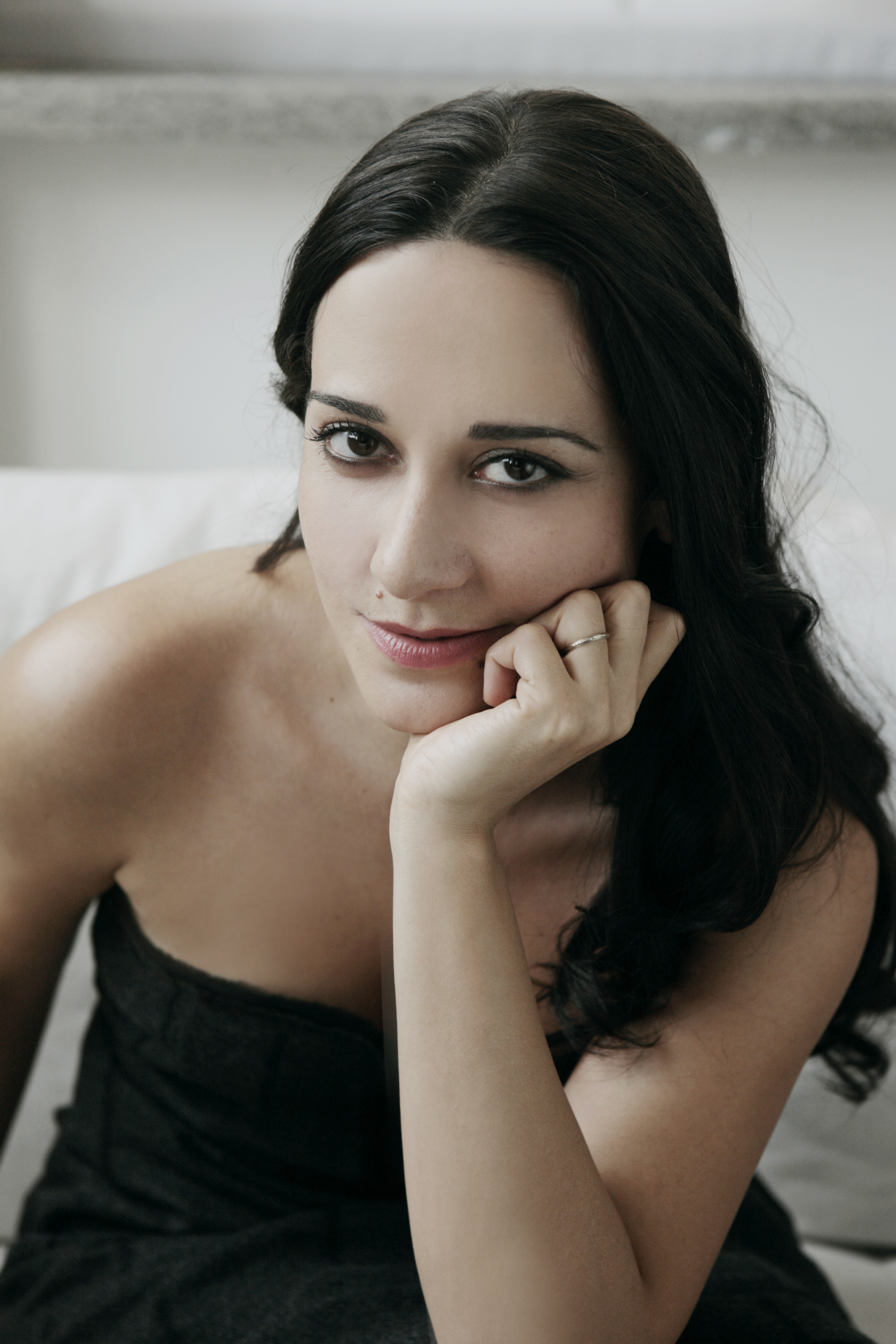

자다 콜라그란데(Giada Colagrande, 1975년 10월 16일 ~ )는 이탈리아의 영화 감독, 배우, 각본가, 영화 제작자이다.
페스카라에서 태어났다.

## 작품 목록

### 영화 연출 겸 각본
- A Woman (2010)
- The Woman Dress (2012) - 단편
- Bob Wilson's Life & Death of Marina Abramovic (2012)

### 영화 출연
- Castello Cavalcanti (2013) - 단편
- 파솔리니 (2014)